# Abschließung Japans
Die Abschließung Japans (jap. 鎖国, sakoku, wörtlich „Landesabschließung“) gilt als Schlüsselbegriff für die Außenpolitik des Tokugawa-Shōgunates von den 1630er Jahren bis zur erzwungenen Öffnung des Landes durch Matthew Calbraith Perry im Jahre 1853.

## Einschränkung der Beziehungen zum Ausland
Seit den 1580er Jahren erließen die japanischen Machthaber wiederholt Edikte, welche die Aktivitäten der im Land agierenden Portugiesen und Spanier, von den Einheimischen „Südbarbaren“ (Nambanjin) genannt, mehr oder minder einschränkten. Lange waren dies nur Ad-hoc-Reaktionen auf Zwischenfälle, die oft keine praktischen Auswirkungen hatten. Doch mit den Jahrzehnten verschärfte sich deren Tendenz. Zwischen 1633 und 1639 ergingen schließlich mehrere Erlasse, die den „Südbarbaren“ die Einreise nach Japan und  Japanern, die länger als 5 Jahre im Ausland lebten (und dort möglicherweise zum Christentum konvertiert waren), die Rückkehr verwehrten. Nach 1635 galt ein grundsätzliches Aus- und Einreiseverbot für Japaner. Im Hintergrund dieser Maßnahmen findet sich unter anderem der nur mit großer Mühe niedergeschlagene Shimabara-Aufstand der überwiegend christlichen Landbevölkerung von Shimabara und Amakusa im Jahre 1639, aber auch das Bestreben, den lukrativen Überseehandel der Lehnsherren im Westen des Landes zu unterbinden, die dem noch jungen Regime der Tokugawa gefährlich werden konnten.
Seit 1639 verblieb nach der Ausweisung der letzten Spanier und Portugiesen nur noch die Niederländische Ostindien-Kompanie (Verenigde Oostindische Compagnie, VOC) als europäischer Handelspartner. Durch das Ausbleiben der portugiesischen Schiffe brach die wirtschaftliche Basis der reichsunmittelbaren Domäne Nagasaki zusammen, weshalb die Niederländer 1640 gezwungen wurden, ihre Niederlassung von Hirado, wo der lokale Fürst Matsura ihnen freie Hand gewährt hatte, auf die künstliche Insel Dejima / Deshima im Hafen von Nagasaki zu verlegen. Diese Faktorei wurde so zur einzigen legalen Quelle für Waren und Informationen aus dem westlichen Ausland. Die dort eingesetzten japanischen „Holland-Dolmetscher“ (oranda tsūji) sprachen noch viele Jahrzehnte lang vorwiegend portugiesisch; mit der Systematisierung ihrer Ausbildung und Laufbahn entwickelten sich ihre niederländischen Sprachkenntnisse.
Durch den Einfluss fähiger Faktoreiärzte wie Caspar Schamberger, Engelbert Kaempfer, Carl Peter Thunberg oder Philipp Franz von Siebold und gebildeter Faktoreileiter (opperhoofden) wie Andreas Cleyer, Isaac Titsingh, Jan Cock Blomhoff oder Hendrik Doeff wurde Dejima zum Einfallstor für westliche Wissenschaft und Technik. Neben den Handelswaren gelangten Instrumente aller Art, Bücher, Modelle, Arzneimittel, Ölgemälde, Karten, Globen und andere Objekte als sogenannte Raritäten ins Land; sie stimulierten das Interesse der Empfänger und führten nach und nach zu dem, was seit der zweiten Hälfte des 18. Jahrhunderts Rangaku (Hollandkunde) genannt wird. Im 17. Jahrhundert hatte japanisches Silber und Gold eine wichtige Rolle in der Entwicklung der Geldwirtschaft Ostasiens. Nach dem Rückgang der Edelmetallexporte dominierte Kupfer (in Stabform), das ebenfalls zur Münzprägung genutzt wurde. Kostbare japanische Lackarbeiten, Porzellane und andere Objekte zierten Schlösser und Häuser wohlhabender Europäer. Bis in das 18. Jahrhundert hatte Japan auch eine wichtige Rolle in der Vermittlung der Akupunktur und Moxibustion in den Westen. In Japan raffinierter Gambir war als Terra japonica in jeder europäischen Apotheke erhältlich.
1808 erzwang sich ein britisches Kriegsschiff im Hafen von Nagasaki die Verproviantierung.
Europäer, die auf eigene Faust nach Japan einzureisen versuchten, mussten mit Todesstrafe oder lebenslanger Inhaftierung rechnen. Einer der wenigen, denen die Anlandung gelang, war im Jahr 1708 der italienische Jesuit Giovanni Battista Sidotti. Er wurde inhaftiert und starb 1714 im Alter von 46 Jahren.

## Europäische und japanische Wahrnehmung

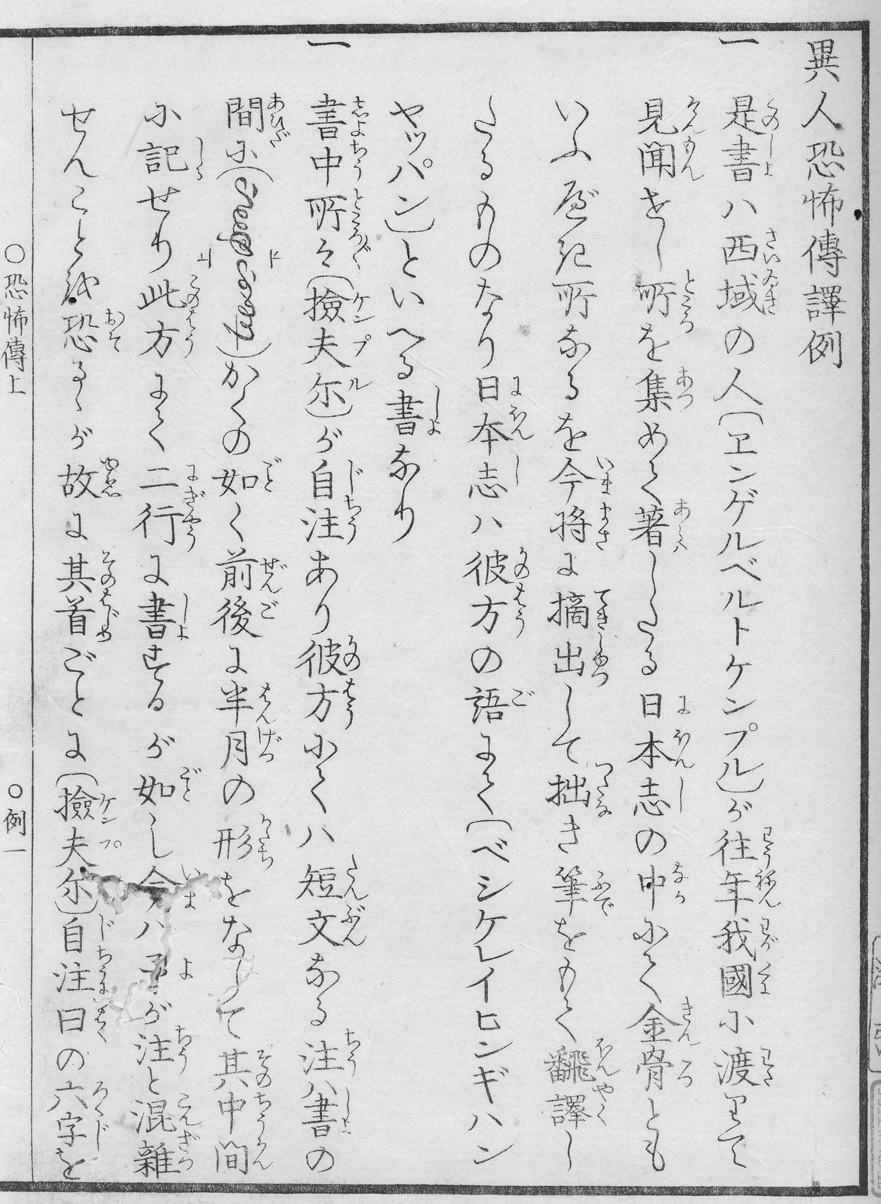
Druckausgabe der Übersetzung von Kaempfers Abhandlung zur japanischen Abschlusspolitik (Kurosawa Okinamaro: Ijinkyōfuden, 1850, Vorwort)

Auf die Europäer wirkten diese Maßnahmen wie eine Abschottung Japans von der Außenwelt. Engelbert Kaempfer verteidigte sie in einem 1712 gedruckten Aufsatz als zwar nicht wünschenswerte, doch legitime Reaktion auf das aggressive Eindringen Portugals im 16. und frühen 17. Jh. Während der Aufklärungszeit wurde über diese Auffassung in Europa heftig und kontrovers diskutiert. Katholische Autoren ließen nach der Vertreibung der Missionare an dieser Politik kein gutes Haar. Aber auch die Aufklärer betonten den Austausch mit der Welt als unabdingbare Voraussetzung für den Fortschritt des Landes und der Menschheit.
In Japan erfuhr man von Kaempfers Einschätzung erst spät. Kaempfers Abhandlung war im Anhang der niederländischen Ausgabe seines berühmten Japanbuchs ins Land gelangt. 1801 übertrug dann der Dolmetscher Shizuki Tadao Kaempfers Text ins Japanische und komprimierte den langen, nahezu unübersetzbaren Titel auf das von ihm erdachte Wort sakoku-ron (Abhandlung zur Landesabschließung). Auf diesem Weg wurde Kaempfer zum Vater eines Schlüsselbegriffs späterer Beschreibungen der Edo-Zeit. Shizukis Übersetzung stieß auf Interesse, seine Übersetzung wurde vielfach kopiert, die 1850 erschienene Druckausgabe jedoch sofort verboten. Bis zur Öffnung des Landes hatte Shizukis Text keine direkte Wirkung auf die Entscheidungsträger in Edo.
Während der Meiji-Zeit gab es in der neu etablierten Geschichtswissenschaft wie auch in der Gesellschaft allgemein lebhafte Diskussionen über die Beurteilung der vorangehenden Edo-Zeit, besonders zur Frage, ob diese für Japan vorteilhaft oder schädlich war (sontoku ron). In dieser Phase wurde der Terminus sakoku weit verbreitet. Er setzte sich allerdings in  der japanischen Geschichtsschreibung erst Anfang des 20. Jahrhunderts durch und floss über die Schulbücher ins allgemeine Geschichtsbild Japans ein. Im 17. und 18. Jh. traf Kaempfers Schilderung nur in Teilen auf die tatsächliche Lage in Japan zu. Mit zunehmendem Interesse auf russischer, englischer und amerikanischer Seite an einer Öffnung des Landes schlugen japanische Politiker jedoch Anfang des 19. Jahrhunderts eine bewusst isolationistische politische Linie ein. 1825 erging der Befehl, die Anlandung ausländischer Schiffe mit Gewalt zu verhindern. Er wurde allerdings nur ein einziges Mal, im Jahre 1838, praktiziert und nach dem Opium-Krieg 1842 wieder aufgehoben.

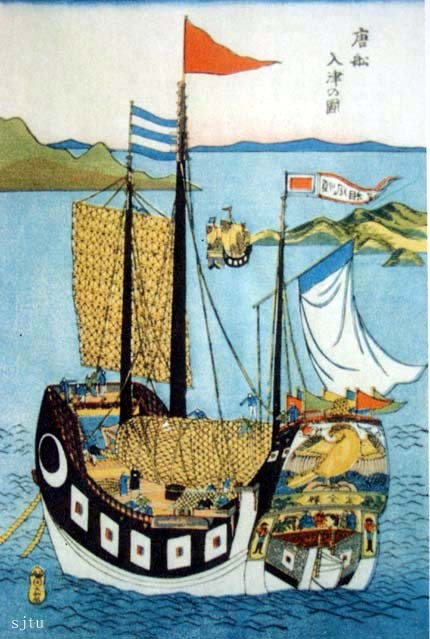
Eine chinesische Dschunke Holzblockdruck (1644/48)

Faktisch handelte es sich bei der Landesabschließung um eine im frühneuzeitlichen Ostasien keineswegs ungewöhnliche selektive Landesöffnung. Nach der Bedrohung des Seehandels im westlichen Pazifikraum durch Piraten und westliche Mächte im 16. Jahrhundert schränkten Japan und Korea den Überseehandel fast gleichzeitig ein, und auch China öffnete nur den Hafen Kanton für europäische Seefahrer.

## Außenhandel
Auch zwischen Japan und China gab es keine offiziellen Handelsbeziehungen. Die in  Nagasaki einlaufenden Dschunken wurden von chinesischen Kaufleuten und südostasiatischen Hafenstädten in privater Initiative betrieben. Die Schiffsbesatzungen wurden während ihres Aufenthaltes in einem abgeschlossenen Chinesen-Viertel (Tōjinyashiki) einquartiert. Der Handel mit Europa lief über die Niederländer auf Dejima ab. Das Lehen (han) Tsushima-Fuchū handelte über eine Niederlassung (wakan, kor. waekwan) nahe dem koreanischen Hafen Busan mit Korea. Das Lehen Satsuma, das 1609 mehrere Inseln des Königreiches Ryūkyū annektiert hatte, unterhielt über den pro forma unabhängig verbliebenen Teil weiterhin indirekte Handelsbeziehungen mit China und Südostasien. Das Lehen Matsumae auf der Südwestspitze der Insel Ezo trieb Handel mit den nicht zu Japan gehörenden Ainu-Stämmen und über diese indirekt mit Nordostasien.
Die Sicherung der Küsten des Archipels wurde den angrenzenden Lehen überlassen, zu direkten Eingriffen der Regierung kam es nur bei besonderen Zwischenfällen. Schmuggel und heimlicher Tauschhandel auf See waren, soweit man das aus den Quellen erkennen kann, besonders im Raum um Kyushu weit verbreitet. Auch in Nagasaki wurden die Verbote ungeachtet aller Strafandrohungen unablässig ignoriert.
Auf diplomatischer Ebene gab es im Japan des 17. und 18. Jahrhunderts wenig Aktivitäten. Zum Regierungsantritt eines neuen Shōgun schickte der koreanische Königshof eine Gesandtschaft nach Edo. Die japanische Seite interpretierte das, dem chinesischen Vorbild folgend, als Huldigungsreise, während die Koreaner ihre Unternehmung als Inspektionsreise verstanden. Bei den Hofreisen der Niederländer handelte es sich bis zur Übernahme der Ostindien-Kompanie durch den niederländischen Staat eigentlich nur um Beziehungen einer Aktiengesellschaft zu Japan. Doch behandelte man die nach Edo ziehenden Leiter (opperhoofden) der Niederlassung Dejima als Quasi-Gesandte. Der Status der gelegentlich in Edo eintreffenden Vertreter des Königreiches Ryūkyū wie auch der Ainu reichte indes nicht einmal für den Zutritt zum Audienzsaal.
In den 1630er-Jahren befanden sich rund 3.000 Japaner im Ausland, mehrheitlich um den Außenhandel des Landes abzuwickeln.
Korea und Japan tauschten häufig Schiffbrüchige aus, die an ihre Küsten verschlagen worden waren. Die Abwicklung dieser Probleme gehörte zu den Aufgaben des Gouverneurs von Nagasaki und des Lehens Tsushima, das die Übergabe über die japanische Niederlassung in Busan abwickelte. Seit Ende des 18. Jahrhunderts fand ein solcher Austausch auch mit Russland und anderen europäischen Ländern statt.

## Kritische Revision
Nach der Etablierung des Terminus sakoku in den Schulbüchern während der ersten Hälfte des 20. Jahrhunderts setzte sich die Vorstellung einer „Abschließung“ des Landes sowohl im japanischen Selbstbildnis als auch im Japanbild vieler ausländischer Geschichtswissenschaftler fest. Mit den Fortschritten in der Erforschung der japanischen „Randgebiete“ Ezo (heute Hokkaidō), Ryūkyū und Tsushima kamen jedoch während der 1970er Jahre erste Zweifel an diesem Konzept auf, das seit den 1990er Jahren kräftig umgearbeitet wird. Zumindest unter Historikern ist heute das Konzept der „vier Öffnungen“ (四の口, yotsu no kuchi, wörtl. vier Münder) – Matsumae, Tsushima, Nagasaki, Satsuma/Ryūkyū – weitgehend akzeptiert. Anstelle der Bezeichnung sakoku findet daneben der aus dem Chinesischen übernommene Begriff kaikin (海禁, „maritimer Abschluss“) mehr und mehr Verbreitung – auch, um auf die Ähnlichkeiten zur damaligen Außenpolitik Chinas und Koreas hinzuweisen.